# Willy Schäfer
Willy Schäfer (ur. 6 marca 1933 w Saarbrücken, zm. 6 maja 2011 w Monachium) – niemiecki aktor telewizyjny, najlepiej znany z roli Willi’ego Bergera w serialu ZDF Derrick (1974–97).

## Filmografia

### Filmy fabularne
- 1958: Sebastian Kneipp – Ein großes Leben jako Vittorio
- 1959: Schüsse im Morgengrauen jako sierżant jugosłowiańskiej granicy
- 1960: Strafbataillon 999 jako Feldwebel Haack
- 1960: Division Brandenburg jako rosyjski oficer
- 1961: Der Mann von drüben jako Wachtmeister
- 1963: Freundschaftsspiel
- 1964: Die Dame mit dem Spitzentuch jako Maximilian Fichtner
- 1984: Der Rekord jako kierownik
- 2003: Raumpatrouille Orion – Rücksturz ins Kino jako Astrogator krążownika Tau GSD)

### Seriale TV
- 1962: Funkstreife Isar 12 – odc. Fahren Sie Fliederweg 10 jako gangster
- 1965: Kommissar Freytag – odc. Nachtleerung null Uhr dreißig jako Benno Strupetzky
- 1965: Alarm in den Bergen jako Detektyw Maier
- 1965: Flieger Ross
- 1966: Raumpatrouille – odc. Invasion jako Astrogator krążownika Tau GSD
- 1968: Graf Yoster gibt sich die Ehre – odc. Auf Gegenseitigkeit jako Gangster
- 1973: Der Kommissar – odc. Tod eines Buchhändlers jako Wirt
- 1974: Der Kommissar – odc. Sein letzter Coup jako Mauser
- 1974: Graf Yoster gibt sich die Ehre – odc. Ungebetene Gäste jako gangster
- 1974–97: Derrick jako Willi Berger (189 odcinków)
- 1978–1986: Polizeiinspektion 1 (5 odcinków)